# حزب تركيا المستقلة
حزب تركيا المستقلة (بالتركية: Bağımsız Türkiye Partisi)‏ هو حزب سياسي قومي متأثر بفكر كمال أتاتورك أسسه حيدر باش في 25 سبتمبر 2001. في الانتخابات العامة التي جرت في يونيو 2015 حصل الحزب على 96465 صوتًا بدون مقاعد برلمانية.

## نتائج الانتخابات

### الانتخابات العامة
| الانتخابات | الأصوات          | الحصة            | المقاعد          | الزعيم   |
| ---------- | ---------------- | ---------------- | ---------------- | -------- |
| 2002       | 150,482          | 0.48%            | 0 / 550          | حيدر باش |
| 2007       | 182,095          | 0.52%            | 0 / 550          | حيدر باش |
| 2011       | غير متنازع عليها | غير متنازع عليها | غير متنازع عليها | حيدر باش |
| يونيو 2015 | 96,475           | 0.21             | 0 / 550          | حيدر باش |
| نوفمبر2015 | 49,297           | 0.10             | 0 / 550          | حيدر باش |

### الانتخابات المحلية
| الانتخابات | المحطات | المحطات | البلديات | البلديات | المجالس التشريعية | المجالس التشريعية | الزعيم   |
| الانتخابات | التصويت | الكراسي | التصويت  | الكراسي  | التصويت           | الكراسي           | الزعيم   |
| ---------- | ------- | ------- | -------- | -------- | ----------------- | ----------------- | -------- |
| 2004       | 28.487  | 0/16    | 154.519  | 0/3208   | 77.193            | 1/3209            | حيدر باش |
| 2009       | 51.271  | 0/16    | 176.340  | 3/3274   | 99.553            | 5/2931            | حيدر باش |
| 2014       | 63.567  | 0/30    | 96.707   | 0/1.351  | 35.363            | 0/1.251           | حيدر باش |